# Sloatsburg
Sloatsburg ist ein Village in der Town of Ramapo im Rockland County, New York in den Vereinigten Staaten. Der Ort liegt an der südlichen Einfahrt zum Harriman State Park. Im Jahr 2010 hatte der Ort 3039 Einwohner. Der Ort hat seinen Namen nach Stephen Sloat, einem frühen Bewohner.

## Geographie
Sloatsburgs geographische Koordinaten sind 41° 10′ N, 74° 11′ W (41,161894, -74,187707). Im Westen grenzt das Village an das Orange County.
Nach den Angaben des United States Census Bureaus hat der Ort eine Fläche von 6,5 km², wovon 6,4 km² auf Land und 0,1 km² (= 1,54 %) auf Gewässer entfallen.
Der Bahnhof von Sloatsburg liegt an der Strecke der Metro North von Hoboken nach Port Jervis. Als Orange Turnpike führt New York State Route 17 durch Sloatsburg. Die Interstate 87 führt ebenfalls durch Sloatsburg, es besteht aber keine Anschlussstelle. Der Interstate Highway kann jedoch über den Seven Lakes Drive erreicht werden.

## Geschichte
Sloatsburg, ursprünglich Pothat, wurde nach der Familie Sloat benannt, die sich um 1760 in der Gegend niederließen. Das Land war zuvor der Jagdgrund des Minsi-Stammes der Lenni Lenape. Reiserouten der Indianer führten hier schon früh durch die Ramapo Mountains und entwickelten ab 1800 zum Orange Turnpike. Auch heute verlaufen hier noch wichtige Durchgangsverbindungen – der New York State Thruway, New York Route 17 und die Eisenbahnstrecke der Norfolk Southern Railroad.
Wynant Van Gelder kaufte das Land hier 1738 von den Minsi und übereignete es 1747 an seinen Schwiegervater Isaac Van Deusen. Stephen Sloat heiratete 1763 Marritje Van Deusen und erhielt das Land, auf dem er Sloat’s Tavern begründete, ein Gasthaus und Zwischenstation an der Kutschenstraße von New York City nach Albany. Während des Amerikanischen Unabhängigkeitskrieges wurde das Gasthaus zu einem Hauptquartier für die Truppen der Unabhängigkeitsbewegung, die am Ramapo Pass stationiert waren. ´Die Kutschenstraé wurde in dem Krieg zu einer wichtigen Militärroute und der Pass somit ein strategisch wichtiger Punkt. George Washington reiste mehrfach in der Gegen und war mindestens einmal in Sloat’s Tavern, am 6. Juni 1779. 1781 wurde hier Commodore John D. Sloat geboren, der 1846 Kalifornien für die Vereinigten Staaten in Besitz nahm.
Nach dem Unabhängigkeitskrieg fügten die Sloats eine Gerberei und eine Baumwollspinnmühle hinzu. Zu Beginn des 19. Jahrhunderts baute Abram Dater eine Schmiede am Fluss sowie eine Getreidemühle und eine Sägemühle. Der mechanisch sehr begabte Jacob Sloat eröffnete 1815 eine Spinnmühle für Wolle. Er wandte sich dann erfolgreich der Herstellung von Garnen, nachdem er 1840 ein Patent für die Ausrüstung des Stoffes erlangte. Zu ihrer besten Zeit produzierte die Anlage 8000 Pfund pro Woche. 1878 stellte die Anlage den Betrieb ein.
Zwischen 1836 und 1841 wurde eine Bahnstrecke der Erie Railroad durch Sloatsburg gebaut, wodurch die Einwohnerzahl und der Wohlstand im Village zunahmen. Ein katastrophales Hochwasser zerstörte 1903 die meisten Fabriken in der Ortschaft, viele davon wurden nicht mehr aufgebaut.
Aufgrund der Lage am Orange Turnpike hatte das starke Wachstum des Automobilverkehrs zu Beginn des 20. Jahrhunderts eine grundlegende Wirkung auf den Ort und seine Umgebung. Vor dem Bau von New York State Thruway und Palisades Parkway im Laufe der 1950er Jahre wurde Sloatsburg praktisch entzweigeschnitten durch den Verkehr. Lange Verkehrsstaus waren in den 1940er und 1950er Jahren nicht ungewöhnlich; am Vierter-Juli-Wochenende des Jahres 1952 etwa reichte der Stau rund 13 km zurück.
Während der Prohibition war Sloatsburg durch seinen ländlichen Charakter und die Nähe zu New York City zu einem attraktiven Standort von Schwarzbrennern und Schmugglern; die örtlichen Wälder wurden von den in diese Machenschaften verwickelten Verbrecher gelegentlich genutzt, um die Leichname derjenigen loszuwerden, die dabei getötet wurden.
Als Sloatsburg 1929 als City inkorporiert wurde, hatte die Stadt 1559 Einwohner, zum ersten Bürgermeister wurde David Henion gewählt.

## Historische Bauwerke
Vier historische Bauwerke in Sloatburg – alle sind mit der Familie Sloat verbunden – sind in das National Register of Historic Places eingetragen. Außerdem gibt es einige andere historische Stätten in dem Ort.
- The Glenwood Hotel wurde 1908 gegründet. Es gehörte Henry und Kathleen Tobin. Über fünf Jahrzehnte hinweg, bis zur Eröffnung des New York State Thruways, waren die luftigen Speisesäle ein populärer Zwischenstopp für Reisende auf dem Weg in den Norden New Yorks, nach Vermont und Kanada. 1998 wurde das Gebäude renoviert und das ursprüngliche Aussehen wiederhergestellt.
- Der Old Sloatsburg Cemetery an der Eagle Valley Road umfasst Gräber, aus der Zeit vom Amerikanischen Unabhängigkeitskrieg bis etwa zur Mitte des 20. Jahrhunderts, darunter ist das Grab des Soldaten John Sloat, der 1781 während des Unabhängigkeitskrieges getötet wurde und weiterer Mitglieder der Familie Sloat.
- Die Sloatsburg Historical Society und die Sloatsburg Public Library zeigen Artefakte der Stadtgeschichte, der Indianer Nordamerikas und von Ausgrabungen, deren Alter teilweise Tausende von Jahren zurückreicht.
- Sloat House and Inn am Orange Turnpike 19 (State Route 17) ist das von Jacob Sloat 1848 erbaute Wohnhaus. Peter Bush, ein Abkömmling der Familie hat den größten Teil des Hauses in den ursprünglichen Zustand versetzt. Ein Teil des Hauses ist für die Öffentlichkeit zugänglich.
- Sloat’s Dam im Eleanor Burlingham Memorial Park an der Waldron Terrace ist der einzige verbliebene Staudamm am Ramapo River und wurde 1792 von Isaac Sloat erbaut.
- Das Jacob Sloat House (Harmony Hall) an der Liberty Rock Road 15 wurde 1848 erbaut. Möglicherweise war Sloats Freund und Maler Jasper Cropsey Mitarchitekt.

## Demographie
Zum Zeitpunkt des United States Census 2000 bewohnten Sloatsburg 3117 Personen. Die Bevölkerungsdichte betrug 449,1 Personen pro km². Es gab 1078 Wohneinheiten, durchschnittlich 155,3 pro km². Die Bevölkerung Sloatsburgs bestand zu 90,95 % aus Weißen, 3,53 % Schwarzen oder African American, 0,45 % Native American, 2,50 % Asian, 0,10 % Pacific Islander, 0,93 % gaben an, anderen Rassen anzugehören und 1,54 % nannten zwei oder mehr Rassen. 5,58 % der Bevölkerung erklärten, Hispanos oder Latinos jeglicher Rasse zu sein.
Die Bewohner Sloatsburgs verteilten sich auf 1046 Haushalte, von denen in 38,5 % Kinder unter 18 Jahren lebten. 63,6 % der Haushalte stellten Verheiratete, 10,4 % hatten einen weiblichen Haushaltsvorstand ohne Ehemann und 21,0 % bildeten keine Familien. 15,9 % der Haushalte bestanden aus Einzelpersonen und in 5,7 % aller Haushalte lebte jemand im Alter von 65 Jahren oder mehr alleine. Die durchschnittliche Haushaltsgröße betrug 2,91 und die durchschnittliche Familiengröße 3,27 Personen.
Die Bevölkerung verteilte sich auf 26,1 % Minderjährige, 7,0 % 18–24-Jährige, 31,1 % 25–44-Jährige, 24,2 % 45–64-Jährige und 11,6 % im Alter von 65 Jahren oder mehr. Das Durchschnittsalter betrug 37 Jahre. Auf jeweils 100 Frauen entfielen 99,6 Männer. Bei den über 18-Jährigen entfielen auf 100 Frauen 99,3 Männer.
Das mittlere Haushaltseinkommen in Sloatsburg betrug 70.721 US-Dollar und das mittlere Familieneinkommen erreichte die Höhe von 78.529 US-Dollar. Das Durchschnittseinkommen der Männer betrug 51.549 US-Dollar, gegenüber 39.464 US-Dollar bei den Frauen. Das Pro-Kopf-Einkommen belief sich auf 27.180 US-Dollar. 3,0 % der Bevölkerung und 0,8 % der Familien hatten ein Einkommen unterhalb der Armutsgrenze, davon waren 1,5 % der Minderjährigen und 3,4 % der Altersgruppe 65 Jahre und mehr betroffen.